# Крус, Умберто
Умберто Карлос Нельсон Крус Сильва (исп. Humberto Carlos Nelson Cruz Silva ; род. 8 декабря 1939, Сантьяго, Чили) — чилийский футболист и футбольный тренер, выступавший на позиции защитника.

## Клубная карьера
Начало его любительской карьеры прошло в клубе «Максимо Гарай» в районе Пила-дель-Гансо, на поле в одном квартале от его дома.
Он дебютировал в «Сантьяго Морнинг» в 1959 году, с которой в том же году он стал чемпионом.
В 1961 году Фернандо Риера вызвал его присоединиться к сборной Чили на чемпионате мира по футболу 1962 года.
В следующем 1963 году его наняли в «Коло-Коло», команду, в которой он провел девять сезонов, принял участие в 259 играх, забил четыре гола и дважды завоевал чемпионский титул.
В 1972 году его нанял О’Хиггинс.
В 1973 году он был подписан клубом Ньюбленсе, где провел хорошие сезоны, однако серьезная травма заставила его принять решение приостановить карьеру в 1974 году.

## Карьера в сборной
9 декабря 1961 года дебютировал в официальных матчах в составе национальной сборной Чили в товарищеской игре против Венгрии.
В следующем году в составе сборной был участником чемпионата мира 1962 года в Чили, где Крус сыграл лишь в одном матче — против Югославии. На следующем чемпионате мира 1966 года в Англии Умберто уже был основным игроком сборной, сыграв во всех трех матчах, однако команда не преодолела групповой этап.
Последним крупным турниром для Круса стал чемпионат Южной Америки 1967 года в Уругвае, на котором защитник сыграл все семь матчей, а команда завоевала бронзовые награды.
В течение карьеры в национальной команде, которая длилась 10 лет, провел в её форме 37 матчей..

## Тренерская карьера
После завершения карьеры он работал футбольным тренером. Наиболее успешной стала его работа в клубах «Сантьяго Морнинг», «Ньюбленсе» и Депортес Овалье.